# Forze missilistiche dell'Esercito Popolare di Liberazione
Le Forze Missilistiche dell'Esercito Popolare di Liberazione (in cinese: 中国人民解放军 火箭 ), conosciute in precedenza come Secondo corpo d'artiglieria (in cinese: 第二 炮兵), sono le forze missilistiche strategiche e tattiche della Repubblica Popolare Cinese. Fanno parte dell'Esercito Popolare di Liberazione e controllano l'arsenale nazionale di missili balistici terrestri nucleari e convenzionali. Vennero istituite il 1º luglio 1966, facendo la prima apparizione pubblica soltanto il 1º ottobre 1984. La sede operativa si trova a Qinghe, Pechino, e come per gli altri rami dell'Esercito Popolare di Liberazione, dipendono dalla Commissione militare centrale cinese.
In totale, si stima che la Cina sia in possesso di 320 testate nucleari nel 2020, con un numero imprecisato di esse attive e pronte per il dispiegamento. Nel 2013, l'intelligence degli Stati Uniti ha stimato che l'arsenale cinese attivo di missili balistici intercontinentali oscilli tra i 50 e i 75 missili terrestri e marittimi, ma valutazioni più recenti risalenti al 2019 hanno indicato il numero di missili balistici intercontinentali cinesi a circa 90. La Forze Missilistiche comprendono circa 100.000 membri del personale e sei brigate di missili balistici. Le sei brigate sono schierate in modo indipendente in diverse regioni militari in tutto il Paese.
Il nome attuale è stato adottato il 1º gennaio 2016. Nonostante le affermazioni di alcuni, non sembra esserci alcuna prova che suggerisca che l'introduzione di una nuova generazione di sottomarini equipaggiati di missili balistici sotto il controllo delle Forze Missilistiche. Con esse, la Cina possiede il più grande arsenale missilistico terrestre del mondo. Secondo le stime del Pentagono, questo include: 1.200 missili balistici a corto raggio; da 200 a 300 missili balistici a medio raggio, un numero imprecisato di missili balistici a raggio intermedio, e 200-300 missili da crociera. Molti di questi sono estremamente precisi, il che consentirebbe loro di distruggere obiettivi anche senza testate nucleari.

## Storia
Alla fine degli anni '80, la Cina era la terza potenza nucleare al mondo, in possesso di una piccola ma formidabile forza deterrente nucleare di circa 100-400 armi nucleari. A partire dalla fine degli anni '70, la Cina dispiegò una gamma completa di armi nucleari e acquisì una capacità nucleare notevole. Le forze nucleari erano gestite dalla Forza Missilistica Strategica, allora conosciuto come Corpo d'Artiglieria Secondario, composta da circa 100.000 persone e controllata direttamente dal Comando Supremo dell'Esercito Popolare di Liberazione.
La Cina ha iniziato a sviluppare armi nucleari alla fine degli anni '50 con una sostanziale assistenza sovietica. Con la scissione sino-sovietica alla fine degli anni '50 e all'inizio degli anni '60, l'Unione Sovietica nascose piani e dati per una bomba atomica, abrogò l'accordo sul trasferimento della difesa e della tecnologia nucleare e iniziò il ritiro dei consiglieri sovietici nel 1960. Nonostante la cessazione dell'assistenza sovietica, la Cina si è impegnata a continuare lo sviluppo di armi nucleari per rompere "il monopolio delle superpotenze sulle armi nucleari", per garantire la sicurezza cinese contro le minacce sovietiche e statunitensi e per aumentare il prestigio e il potere cinese a livello internazionale.
La Cina ha compiuto rapidi progressi negli anni '60 nello sviluppo di armi nucleari. In un periodo di 32 mesi, ha sperimentato con successo la sua prima bomba atomica il 16 ottobre 1964 a Lop Nur; ha lanciato il suo primo missile nucleare il 25 ottobre 1966 e ha fatto esplodere la sua prima bomba all'idrogeno il 14 giugno 1967. Sempre negli anni '60, la Cina ha dispiegato il missile balistico a corto raggio armato Dongfeng- 1 e il missile balistico a medio raggio Dongfeng-2 (CSS-1) (MRBM). Nel 1969, il missile balistico a raggio intermedio (IRBM) Dongfeng-3 (CCS-2 ) è stato testato con successo, sebbene la Rivoluzione Culturale abbia interrotto il programma di armi strategiche meno di altri settori scientifici ed educativi.
La provincia di Gansu ha ospitato un'area di lancio di missili, dove negli anni '70 il programma di armi nucleari ha visto lo sviluppo di MRBM, IRBM e missili balistici intercontinentali, segnando così l'inizio di una forza deterrente. La Cina ha continuato così l'implementazione dell'MRBM, ha iniziato a distribuire l'IRBM Dongfeng-3 e ha testato l'ICBM a raggio limitato Dongfeng-4 (CSS-4) avviandone poi la produzione. Secondo fonti russe, la Cina ha distrutto 9 mezzi di sorveglianza americani U-2 mentre altri due sono scomparsi quando hanno tentato di spiarlo nei cieli di Taiwan.
Nel 1980 la Cina aveva superato il rallentamento dello sviluppo nucleare causato dalla Rivoluzione Culturale e aveva avuto successo nel suo programma di armi strategiche. Sempre nel 1980, il governo ha lanciato con successo il missile balistico intercontinentale a gamma completa, il Dongfeng-5 (CCS-4); il missile è volato dalla Cina centrale al Pacifico occidentale, dove è stato recuperato da una task force navale. Il Dongfeng-5 possedeva la capacità di colpire obiettivi nell'Unione Sovietica occidentale e negli Stati Uniti . Nel 1981 il governo ha permesso il lancio di tre satelliti in orbita da un unico veicolo di lancio, dimostrando così che la Cina possiede la tecnologia per sviluppare più veicoli di rientro targetizzabili in modo indipendente (MIRV). Sempre nel 1981, il governo ha anche introdotto il sottomarino tipo 092 SSBN (classe Xia)  e l'anno successivo ha condotto il suo primo lancio di prova del missile balistico lanciato da sottomarino Julang-2 (CSS-NX-4), con ottimi risultati. Oltre allo sviluppo di una forza nucleare basata sul mare, la Cina ha iniziato a considerare lo sviluppo di armi nucleari tattiche. A partire dal 1982 infatti, le esercitazioni dell'EPL prevedevano l'uso simulato di armi nucleari tattiche in situazioni offensive e difensive, ma soltanto nel 1987 i rapporti sul possesso cinese di armi nucleari tattiche sono stati rivelati.
Nel 1986 la Cina possedeva una forza deterrente credibile con elementi terrestri, marittimi e aerei. Le forze terrestri includevano missili balistici intercontinentali IRBM e MRBM. La forza strategica basata sul mare era costituita da SSBN. L'Aeronautica possedeva bombardieri che erano in grado di trasportare e sganciare bombe nucleari, ma difficilmente avrebbero penetrato le sofisticate difese aeree delle moderne potenze militari.
Le forze nucleari cinesi, in combinazione con le forze convenzionali dell'EPL, servirono a scoraggiare gli attacchi sia nucleari che convenzionali contro le terre cinesi. I vari governi si sono impegnati a non usare per primi le armi nucleari (nessun primo utilizzo), affermando però di usarle come strumento di difesa in caso di possibili attacchi nucleari contro la Cina o rappresaglie contro attacchi strategici e tattici, favorendo un controvalore piuttosto che obiettivi di controforza. La combinazione delle poche armi nucleari cinesi e dei fattori tecnologici come la portata, la precisione e il tempo di risposta, ha limitato l'efficacia degli attacchi nucleari contro obiettivi di controforza. La Cina sta cercando di aumentare la credibilità della sua capacità di ritorsione nucleare disperdendo e nascondendo le sue forze nucleari in terreni difficili, migliorandone la mobilità e rafforzando i suoi silos missilistici.
Il missile da crociera a lungo raggio CJ-10 ha fatto la sua prima apparizione pubblica durante la parata militare in occasione del 60º anniversario della Repubblica Popolare Cinese; il CJ-10 rappresenta la prossima generazione nella tecnologia delle armi a razzo nell'EPL.
Alla fine del 2009, è stato riferito che il Secondo Corpo d'Artiglieria stava costruendo un impianto sotterraneo di lancio e stoccaggio di missili nucleari lungo 3.000-5.000 chilometri nella provincia di Hebei. 47 News riferì che la struttura si trovava probabilmente nelle montagne Taihang .
Il 9 gennaio 2014 un veicolo ipersonico cinese (HGV), denominato WU-14, è stato presumibilmente avvistato mentre volava ad alta velocità sopra il Paese. Il volo è stato confermato dal Pentagono come veicolo ipersonico da trasporto missili in grado di penetrare nel sistema di difesa missilistica degli Stati Uniti e fornire testate nucleari. Secondo quanto riferito, Il WU-14 è stato progettato per essere lanciato come fase finale di un ICBM cinese, in grado di viaggiare alla velocità di 10 Mach (12.360 km/h). Due documenti tecnici cinesi del dicembre 2012 e dell'aprile 2013 mostrano che le armi ipersoniche rappresentano "una nuova minaccia aerospaziale" e che stanno sviluppando sistemi di guida di precisione diretti dai satelliti. La Cina è il terzo paese ad entrare nella "corsa agli armamenti ipersonici" dopo Russia e Stati Uniti. La Russia sta sviluppando, in collaborazione con l'India, il Mach 6, uno scramjet in grado di viaggiare a 7.300 km/h su base Brahmos-II. L'aeronautica statunitense ha introdotto l'X-51A WaveRider, mentre l'esercito lo ha testato in volo. Il governo cinese ha successivamente confermato il successo del volo di prova di un "veicolo di consegna missilistico ipersonico", affermando che faceva parte di un esperimento scientifico e non mirava a un bersaglio.
L'US Air Force National Air and Space Intelligence Center ha stimato che entro il 2022 il numero di testate nucleari cinesi in grado di raggiungere gli Stati Uniti potrebbe espandersi fino a oltre 100.

### Portata dei missili

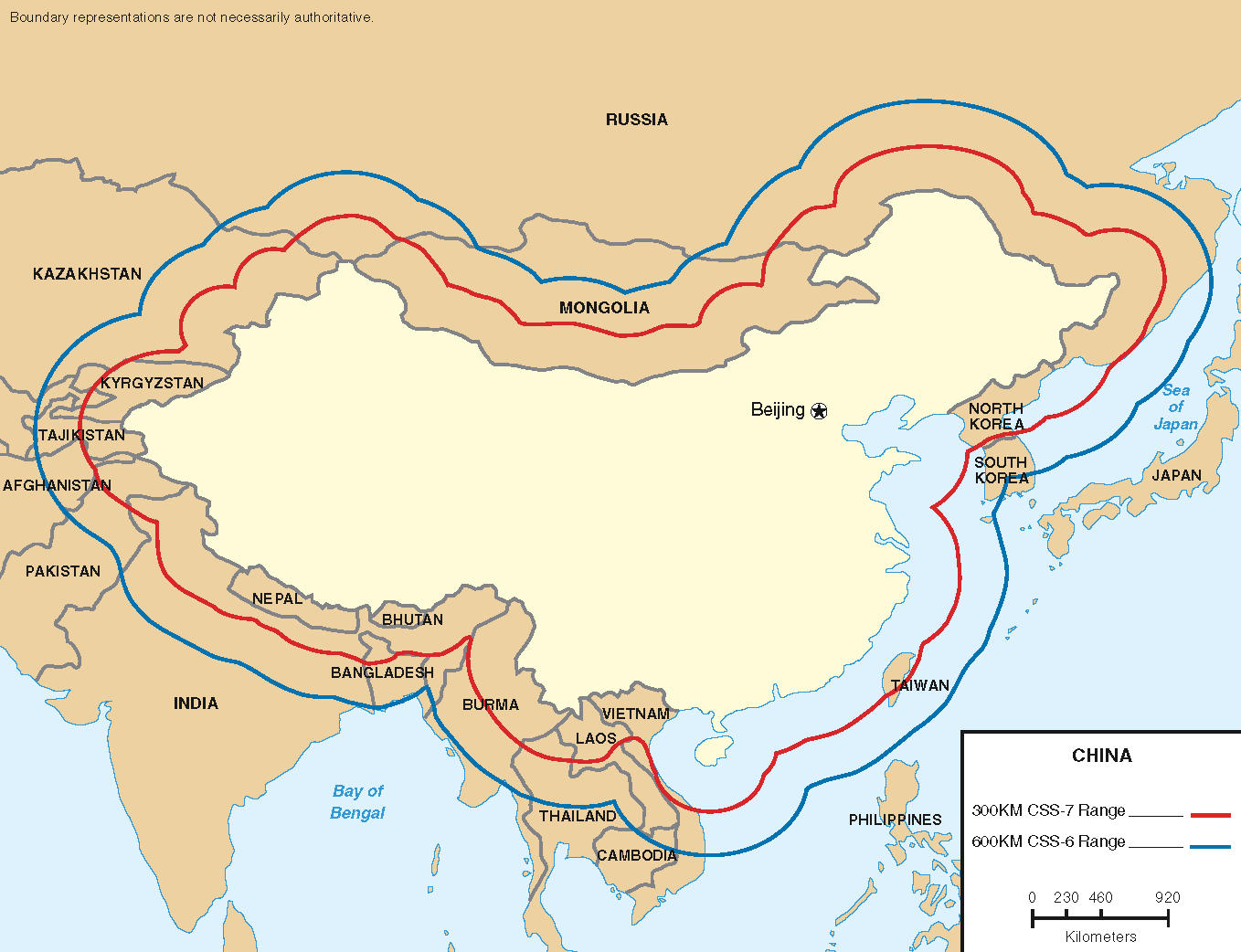
Portata massima di SRBM cinesi (2006)
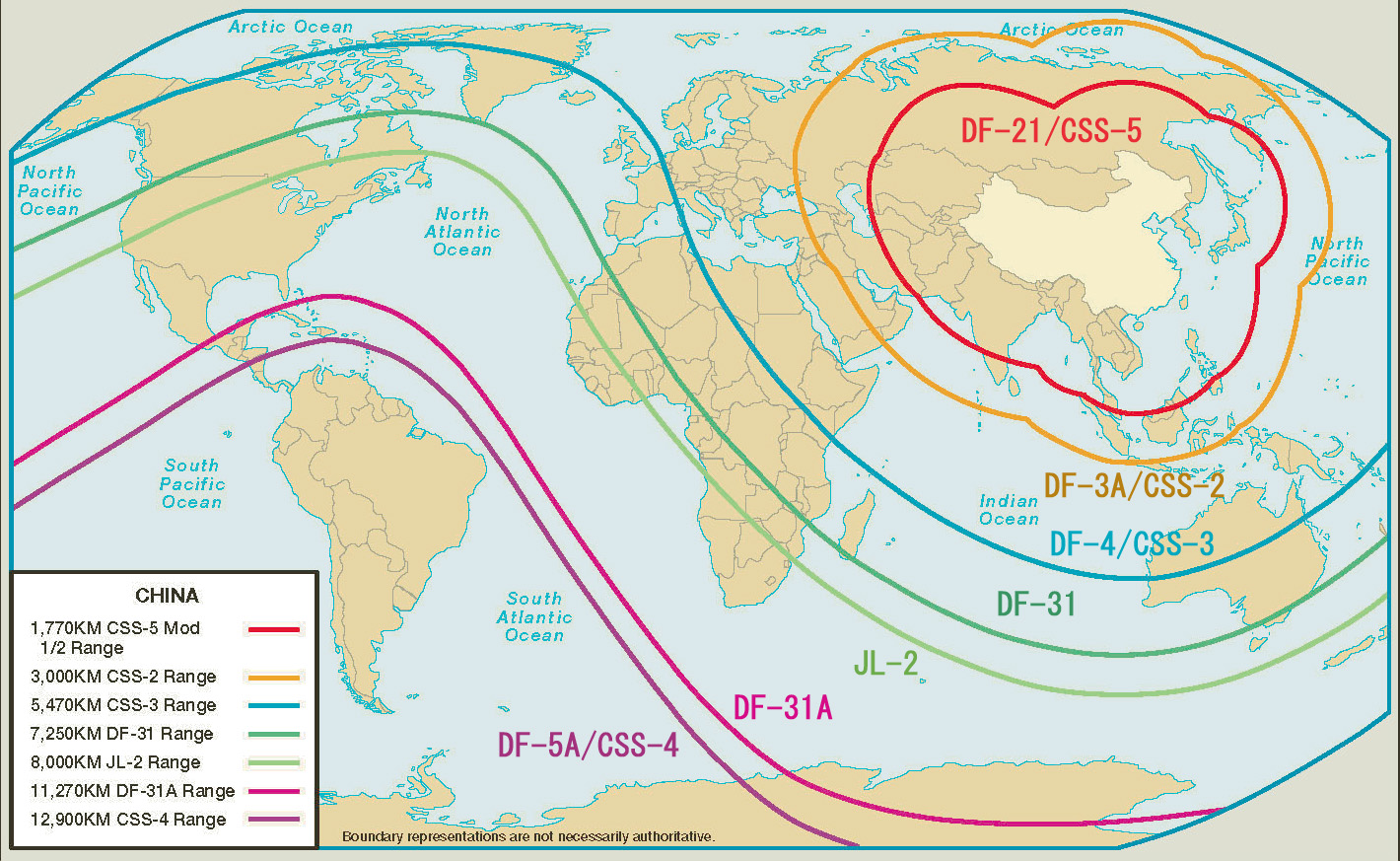
Portata di missili balistici intercontinentali e medi (2007)

## Arsenale

### Veicoli ipersonici
- DF-ZF

### Missili balistici intercontinentali
- DF-41 10-20 unità
- DF-31B 20-30 unità
- DF-31A 30-50 unità
- DF-31 8 unità
- DF-5B 10-20 unità
- DF-5A 10-20 unità
- DF-4 20-35 unità

### Missili balistici a raggio intermedio
- DF-26 1000 unità

### Missili balistici a medio raggio
- DF-21D Anti-Ship Ballistic Missile 50 unità
- DF-21C 100 unità
- DF-21A 200 unità
- DF-17
- DF-16 50 unità

### Missili balistici a corto raggio
- DF-15B 350 unità
- DF-15A 500 unità
- DF-11A 1200 unità
- M20
- BP-12A
- P-12
- B-611M

### Missili da crociera
- CJ-10A 500 unità

## Missili obsoleti

### Missili balistici intermedi
- DF-3A, CSS2 In servizio dal 1971 al 2014

## Ordine di battaglia
Le Forze Missilistiche Strategiche sono organizzate in Basi, dove da ognuna di essa dipendono delle Brigate, a cui sono sottoposte dei Battaglioni o Reggimenti. Per ogni Base dipendono circa 3 o 5 Brigate, dove ci sono sia brigate dotate di armi nucleari che convenzionali. In particolare vi è la Base 61, dove ci sono circa 7 Brigate, in cui ci sono solo brigate dotate di armi convenzionali. Inoltre, al momento non è chiaro se la Commissione Militare Centrale o l'Alto Comando stesso delle Forze Missilistiche abbiano il controllo operativo sulle unità convenzionali di missili balistici, anche se sembra probabile che l'Alto Comando agisca in coordinamento con, ma non prendendo ordini da, i comandi di sala per quanto riguarda l'uso di missili balistici convenzionali, con il controllo delle armi nucleari che continuano ad essere esercitati a livello della Commissione Militare Centrale. Inoltre, sembra che il numero di missili assegnati a ciascuna brigata differisca a seconda del tipo di missile, così come la singola brigata stessa.
 Base 61, Huangshan 
| Brigata | Luogo                            | Tipo di Missili |
| ------- | -------------------------------- | --------------- |
| 611     | Chizhou, Provincia di Anhui      | DF-21A          |
| 612     | Jingdezhen, Provincia di Jiangxi | DF-21A          |
| 613     | Shangrao, Provincia di Jiangxi   | DF-15B          |
| 614     | Yong'an, Provincia di Fujian     | DF-11A          |
| 615     | Meizhou, Provincia di Guangdong  | DF-11A          |
| 616     | Gangzhou, Provincia di Jiangxi   | DF-15           |
| 617     | Jinhua, Provincia di Zhejiang    | DF-16           |

 Base 62, Kunming 
| Brigata | Luogo                                | Tipo di Missili |
| ------- | ------------------------------------ | --------------- |
| 621     | Yibin, Provincia di Sichuan          | DF-21C          |
| 622     | Yuxi, Provincia di Yunnan            | DF-31A          |
| 623     | Liuzhou, Provincia di Guangxi Zhuang | CJ-10A          |
| 624     | Danzhou, Provincia di Hainan         | DF-21D          |
| 625     | Jianshui, Provincia di Yunnan        | DF-26           |
| 626     | Qingyuan, Provincia di Guangdong     | DF-26           |
| 627     | Jieyang, Provincia di Guangdong      | DF-17           |

 Base 63, Huaihua 
| Brigata | Luogo                            | Tipo di Missili |
| ------- | -------------------------------- | --------------- |
| 631     | Jingzhou, Provincia dello Hubei  | DF-5B           |
| 632     | Shaoyang, Provincia dello Hunan  | DF-31           |
| 633     | Huitong, Provincia dello Hunan   | DF-5A           |
| 634     | Tongdao, Provincia dello Hunan   | Sconosciuto     |
| 635     | Yichun                           | CJ-10           |
| 636     | Shaoguan, Provincia di Guangdong | DF-16           |
| 637     | Locazione Sconosciuta            | Sconosciuto     |

 Base 64, Lanzhou 
| Brigata | Luogo                                 | Tipo di Missili |
| ------- | ------------------------------------- | --------------- |
| 641     | Hancheng, Provincia dello Shaanxi     | DF-31           |
| 642     | Datong, Provincia di Shanxi           | DF-31A          |
| 643     | Tianshui, Provincia del Gansu         | DF-31AG         |
| 644     | Hanzhong, Provincia dello Shaanxi     | Sconosciuto     |
| 645     | Yinchuan, Regione Autonoma di Ningxia | Sconosciuto     |
| 646     | Korla, Provincia dello Xinjiang       | DF-21B, DF-21C  |

 Base 65, Shenyang 
| Brigata | Luogo                           | Tipo di Missili |
| ------- | ------------------------------- | --------------- |
| 651     | Dalian, Provincia del Liaoning  | DF-21           |
| 652     | Tonghua, Provincia dello Jilin  | DF-21C o DF-21D |
| 653     | Laiwu, Provincia dello Shandong | DF-21D          |
| 654     | Dalian, Provincia del Liaoning  | DF-26           |

 Base 66, Luoyang 
| Brigata | Luogo                         | Tipo di Missili |
| ------- | ----------------------------- | --------------- |
| 661     | Lingbao, Provincia di Henan   | DF-5B           |
| 662     | Luanchuan, Provincia di Henan | DF-4            |
| 663     | Nanyang, Provincia di Henan   | DF-31A          |
| 664     | Luoyang, Provincia di Henan   | DF-31AG         |
| 665     | Locazione Sconosciuta         | Sconosciuto     |
| 666     | Xinyang, Provincia di Henan   | DF-26           |

Oltre alle Basi sopraelencate vi è la Base 67, situata a Baoji che si occupa dell'immagazzinaggio, ispezione e trasporto delle testate nucleari. Inoltre,qui il personale viene addestrato all'utilizzo delle armi nucleari. La Base 67 è rilevante poiché fa parte della rete C3 (Comando, Controllo e Comunicazioni), ma non si ha la piena certezza se questo network venga usato solo dall'Alto Comando delle Forze Missilistiche e i vari comandi, o se venga usato come mezzo di comunicazione tra la Commissione Militare Centrale e l'Alto Comando delle Forze Missilistiche. Il principale impianto di stoccaggio e manutenzione, ed aree per i test delle testate nucleari sono situati nella Contea di Taibai, presumibilmente alle pendici del Monte Taibai. Il trasporto delle testate nucleari è affidato in gran parte alle reti stradali e ferroviarie per il fatto che negli anni '60 è stato realizzato un progetto ferroviario su larga scala dal Partito Comunista e dai vertici dell'EPL, scegliendo l'area di Baoji, per via della buona posizione strategica, come Quartier Generale per la Base 67. Questo sistema di trasporto, però, ha suscitato preoccupazioni in seguito al terremoto di Sichuan del 2008, poiché ha evidenziato la vulnerabilità dei trasporti nella provincia di Shaanxi.
 Base 67, Baoji 
- Centro per l'Ispezione delle Infrastrutture, conosciuto con il nome di Unità 96411 prima della riforma
- Unità sconosciuta, nota in precedenza come Unità 96412
- Reggimento per i Servizi Tecnologi, conosciuto con il nome di Unità 96421 prima della riforma
- Reggimento Trasporti, conosciuto con il nome di Unità 96422  prima della riforma
- Reggimento Addestramenti, conosciuto con il nome di Unità 96423 prima della riforma
- Reggimento Manutenzioni, conosciuto con il nome di Unità 96424  prima della riforma
- Reggimento Comunicazioni, conosciuto con il nome di Unità 96425 prima della riforma

## Comando, Controllo e Comunicazioni
Le Forze Missilistiche godono di una certa autonomia operativa rispetto alle altre forze armate dell'EPL dal 1967. Questa autonomia è stata concessa con lo scopo di garantire ai più alti livelli governativi uno stretto controllo delle testate nucleari. Il tutto è stabilito dalla Commissione Militare Centrale, che ha il controllo diretto dell'Alto Comando delle Forze Missilistiche al di fuori della struttura delle Regioni Militari.
Per quanto riguarda l'impiego delle armi nucleari, si ritiene che la struttura di comando vada dalla Commissione Militare Centrale all'Alto Comando delle Forze Missilistiche, e dall'Alto Comando ad ogni Base, e da queste fino alla singola Brigata. Da lì, la Brigata trasmette gli ordini di fuoco alle compagnie di lancio che sono sotto il suo controllo. In caso di guerra verrà fornito alle Basi il comando, in particolar modo sul targeting, che dovrà essere coordinato con le rispettive Regioni Militari.
Le capacità nucleari cinesi sono gestite da una rete chiamata C3 (Comando, Controllo e Comunicazioni), incentrata su reti di comunicazione a fibre ottiche e satellitari che vanno a sostituire, a partire dagli anni'90, le vecchie reti di radiocomando dell'allora Corpo di Artiglieria Secondario. In passato le Forze Missilistiche nucleari cinesi hanno lanciato i missili da siti pre-impostati, ma l'implemento di nuove tecnologie ha fatto sì che la nuova generazione di missili nucleari (DF-26 e DF-31AG) possa essere dispiegata e lanciata anche in condizioni geologiche sfavorevoli, quindi in terreni inadatti ai lanci. Questo ha permesso che i Reggimenti di Comunicazione delle varie Basi vengano addestrati nella capacità di creare delle reti telefoniche e di comando "On-The-Fly" ("Al Volo"). La ragione di questi cambiamenti, oltre che per un ammodernamento, ha a che fare con il timore circa la sopravvivenza delle Forze Missilistiche stesse; infatti, l'impegno della Cina per una politica di "non primo uso" delle armi nucleari richiede che le sue forze nucleari debbano essere capaci di sopravvivere ad una eventuale aggressione ed una conseguente risposta al fuoco.

## Parco mezzi
Il parco mezzi delle Forze Missilistiche cinesi si avvale in per lo più di veicoli TEL (Trasportatori Elevatori Lanciatori) e Autocarri adibiti al lancio, oltre che ai mezzi adibiti al trasporto delle truppe e materiali.

### Trasportatori Elevatori Lanciatori
- TA580/TAS5380
- TA5450/TAS5450
- HTF5680A1
- WS2300
- WS2400
- WS2500
- WS2600
- WS21200 (prodotto esclusivamente per il Pakistan)
- WS51200 (prodotto esclusivamente per la Corea del Nord)

### Autocarri adibiti al lancio
- Hanyang HY4260
- Hanyang HY4330

## Impiego in Arabia Saudita
Nel 1984 le Forze Missilistiche Strategiche cinesi hanno dato vita, con la Regia Forza Missilistica Strategica Saudita, al "Golden Wheel Project", una collaborazione tra le due forze armate che prevede l'impiego dei missili balistici a medio raggio DF-3 e DF-21.